# Окунинка
Окунинка (пол. Okuninka) — деревня в Влодавском повете Люблинского воеводства Польши. Входит в состав гмины Влодава. Находится примерно в 5 км к югу от центра города Влодава. По данным переписи 2011 года, в деревне проживало 403 человека.
В 1975—1998 годах деревня входила в состав Хелмского воеводства.

## Население
Демографическая структура по состоянию на 31 марта 2011 года:
|         | Всего | До трудоспособного возраста | Трудоспособного возраста | Старше трудоспособного возраста |
| ------- | ----- | --------------------------- | ------------------------ | ------------------------------- |
| Мужчины | 201   | 40                          | 136                      | 25                              |
| Женщины | 202   | 33                          | 119                      | 50                              |
| Всего   | 403   | 73                          | 255                      | 75                              |